# Canton de Saint-Georges-lès-Baillargeaux
Le canton de Saint-Georges-lès-Baillargeaux est un ancien canton français situé dans le département de la Vienne et la région Poitou-Charentes.

## Géographie
Ce canton était organisé autour de Saint-Georges-lès-Baillargeaux dans l'arrondissement de Poitiers. Son altitude varie de 56 m (Saint-Cyr) à 144 m (Dissay) pour une altitude moyenne de 98 m.

## Représentation

### Conseillers généraux de 1833 à 2015
| Période | Période             | Identité                            | Étiquette                      | Qualité |
| ------- | ------------------- | ----------------------------------- | ------------------------------ | --- |
| 1833    | 1845                | Auguste Duchastenier                |                                | Maire de Chasseneuil (Indre) puis juge de paix à Saint-Georges-lès-Baillargeaux                                                                     |
| 1845    | 1849 (décès)        | Firmin-Désiré Gentien (1794-1849)   |                                | Négociant Maire de Dissais |
| 1849    | 1852                | Henri Auguste Stanislas Arlin       |                                | Avocat, ancien conseiller de préfecture à Poitiers et Bordeaux                                                                                      |
| 1852    | 1858                | Mathurin Petit                      |                                | Avocat et propriétaire à Poitiers |
| 1858    | 1870                | Charles Marie Alexis de Gennes      |                                | Conseiller à la Cour Impériale de Poitiers |
| 1870    | 1877 (décès)        | Olivier Bourbeau                    | Droite                         | Avocat Député (1848-1849, 1869-1870) Sénateur (1876-1877) Ministre (1869-1870) Maire de Poitiers                                                    |
| 1877    | 1901                | Comte Albin Fruchard                | Monarchiste                    | Propriétaire à Poitiers - Maire de Dissais |
| 1901    | 1902 (invalidation) | Fernand Ardillaux                   | Rad.                           | Médecin, maire de Dissais, conseiller d'arrondissement                                                                                              |
| 1902    | 1907                | Comte Albin Fruchard (1842-1912)    | Droite                         | Propriétaire à Poitiers - Maire de Dissais |
| 1907    | 1908 (démission)    | Angel Paute                         | Républicain                    | Minotier à Chasseneuil, ancien conseiller d'arrondissement                                                                                          |
| 1908    | 1912 (décès)        | Barthélemy Gabriel Hippolyte Véron  |                                | Maire de Buxerolles |
| 1912    | 1912 (décès)        | Angel Paute                         | Républicain                    | Minotier à Chasseneuil |
| 1912    | 1913                | Louis Mérine                        | Conservateur                   | Propriétaire à Jaunay-Clan |
| 1913    | 1916 (décès)        | Ernest Mongruel                     | RG                             | Maire de Jaunay-Clan (1913-1916) |
| 1916    | 1919                | siège vacant                        |                                | |
| 1919    | 1925                | Louis de Murard de Saint-Romain     | URD                            | Propriétaire du château de la Roche de Bran, à Montamisé                                                                                            |
| 1925    | 1940                | Gaston Hulin                        | Rad.                           | Avocat à Poitiers Député (1924-1928 et 1932-1936)                                                                                                   |
|         |                     |                                     |                                | |
| 1945    | 1951                | Abel Tassin (1893-1961)             | Rad.                           | Maire de Buxerolles |
| 1951    | 1973 (décès)        | Gérard Girault (1916-1973)          | Indépendant- RPF               | Maire de Jaunay-Clan (1945-1973) Conseiller régional                                                                                                |
| 1973    | 2015                | Francis Girault (fils du précédent) | Centriste puis UDF-PR puis DVD | Maire de Jaunay-Clan (1973-1977 et 1983-2014) Président de la Communauté de Communes du Val Vert du Clain Elu en 2015 dans le Canton de Jaunay-Clan |

### Conseillers d'arrondissement (de 1833 à 1940)
| Période                                  | Période           | Identité                      | Étiquette   | Qualité |
| ---------------------------------------- | ----------------- | ----------------------------- | ----------- | --- |
| 1833                                     | 1833 (annulation) | M. Laperrière                 |             | Propriétaire à Jaulnay, ancien suppléant du juge de paix, démissionnaire pour refus de prêter serment       |
|                                          |                   |                               |             | |
| av.1880                                  | 1882 (décès)      | Eusèbe Chevrier (1836-1882)   |             | Propriétaire à Jaulnay                                                                                      |
| 1882                                     |                   | Irénée Couillault (1827-1905) |             | Maire de Jaulnay                                                                                            |
|                                          |                   |                               |             | |
| 1898                                     | 1901              | Fernand Ardillaux             | Républicain | Médecin, maire de Dissay                                                                                    |
| 1901                                     | 1904              | Angel Paute                   | Républicain | Minotier, maire de Chasseneuil                                                                              |
| 1904                                     | 1919              | François Cotron               |             | Maire de Jaunay-Clan (1908-1913)                                                                            |
| 1919                                     | 1928              | Désiré Raveau (1860-1945)     | Radical     | Propriétaire cultivateur, maire de Jaunay-Clan (1917-1919 et 1925-1935), suppléant du juge de paix          |
| 1928                                     | 1931 (décès)      | Paul Branger                  | Républicain | Minotier, maire de Saint-Cyr                                                                                |
| 1931                                     | 1940              | Désiré Raveau                 | Radical     | Maire de Jaunay-Clan                                                                                        |
| 1940                                     |                   |                               |             | Les conseils d'arrondissement ont été suspendus par la loi du 12 octobre 1940 et n'ont jamais été réactivés |
| Les données manquantes sont à compléter. |                   |                               |             | |

## Composition
Le canton de Saint-Georges-lès-Baillargeaux regroupait 4 communes et comptait 13 391 habitants (recensement de 2007 populations municipales).
| Nom                                        | Code Insee | Codepostal | Superficie (km2) | Population (dernière pop. légale) | Densité (hab./km2) |
| ------------------------------------------ | ---------- | ---------- | ---------------- | --------------------------------- | ------------------ |
| Saint-Georges-lès-Baillargeaux (chef-lieu) | 86222      | 86130      | 33,90            | 3 971 (2012)                      | 117                |
| Dissay                                     | 86095      | 86130      | 23,71            | 3 143 (2012)                      | 133                |
| Jaunay-Clan                                | 86115      |            | 27,48            | 5 909 (2012)                      | 215                |
| Saint-Cyr                                  | 86219      |            | 15,03            | 1 056 (2012)                      | 70                 |

## Démographie
| 1962  | 1968  | 1975  | 1982   | 1990   | 1999   | 2006   | 2011   | 2012   |
| ----- | ----- | ----- | ------ | ------ | ------ | ------ | ------ | ------ |
| 6 022 | 6 505 | 8 338 | 10 144 | 10 994 | 12 233 | 13 256 | 13 972 | 14 079 |

## Sources
1. ↑  « Généalogie de Albin Fruchard », sur Geneanet (consulté le 10 septembre 2020).
2. ↑  « Journal officiel de la République française. Lois et décrets » , sur Gallica, 24 septembre 1908 (consulté le 10 septembre 2020).
3. ↑  « Journal officiel de la République française. Lois et décrets » , sur Gallica, 18 octobre 1908 (consulté le 10 septembre 2020).
4. ↑  « Journal officiel de la République française. Lois et décrets » , sur Gallica, 7 mars 1912 (consulté le 10 septembre 2020).
5. ↑  Décédé le 28 mai 1912, dans un accident de voiture au passage à niveau de Melle (Deux-Sèvres) - Source : https://gallica.bnf.fr/ark:/12148/bpt6k7569253w/f3.zoom.r=paute.hl)
6. ↑  « Journal officiel de la République française. Lois et décrets » , sur Gallica, 28 mars 1912 (consulté le 10 septembre 2020).
7. ↑  « Le Temps » , sur Gallica, 19 octobre 1916 (consulté le 10 septembre 2020).
8. ↑  Arrêté par les Allemands le 30 septembre 1942, Gaston Hulin est déporté au camp de Gross-Rosen. Il y meurt le 29 novembre 1944, âgé seulement de 62 ans. (source : site de l'Assemblée Nationale, consulté le 9 septembre 2014)
9. ↑  Structure de la population du canton de 1968 à l'année de la dernière population légale connue
10. ↑  Fiches Insee - Populations légales du canton pour les années 2006, 2011, 2012